# Імеркська культура
Імеркська культура — археологічна культура племен енеоліту, які були поширені у сточищі річки Мокша.
Названа за характерними Імеркськими пам'ятками біля озера Імерка Зубово-Полянського району на заході Мордовії.
Виділена В. П. Третьяковим.
Жили в напівземлянках на поселеннях в заплавах річок, на піщаних дюнах.
Населення займалося полюванням, рибальством.

## Вироби
Поряд з мідними широко користувалося кам'яними знаряддями праці, зброєю (скребки, струганки, наконечники стріл тощо).
Глиняний посуд з округлим або сплощеним днищем, орнаментовані прокресленими лініями, відбитками лопатки, що «відступає».

## Походження
Імеркська культура сформувалася на базі місцевих енеолітічичних племен волосівської культури при ймовірній участі середньо-донського населення. Також, походження, ймовірно, пов'язане з культурами новокам'яних племен лісостепової зони. 
Ймовірно, імеркські племена разом з волосівськими були асимільовані населенням степових скотарських культур, що почали своє просування сюди в 2100-1900 роках до Р.Х..

## Імеркська культура у Мордовії й Пензенській області
У Мордовії й Пензенській області імеркські племена мешкали разом з племенами волосівської культури.
У Мордовії пам'ятки імеркської культури виявлені у селах Волгапіно, Новий Усад, Широмасово, Ширінгуші, біля озер Імерка й Машкіно; у Пензенській області — у сіл Скачки, Великий Колояр.